# Башино село
Башино село или само Башино, понякога Бащино село (на македонска литературна норма: Башино Село; на турски: Паша Кьой) е село в община Велес, Северна Македония.

## География
Башино село се намира в средния дял на Велешката околия, в северната част на малкото Велешко поле, между международния път Е-75 и река Вардар. Средището е разположено на 175 м надморска височина се намира на 5 км от град Велес.
В селото съществува начално училище, поща и хранителни магазини. С площ от 9,6 км², 393,5 ха обработваема земя и едва 0,2 ха гори, населението на селото се занимава главно със земеделска работа. Башино село е средно по големина, с положителен прираст в броя на населението. Немалък дял от трудоспособните жители работят във Велес.

## История

### В Османската империя
Според преданията Башино село е наречено така по думите на неизвестен турски бег, който когато го видял казал: Е, това е баш селото – хубаво село. Жителите на селището и то самото се споменават в няколко народни песни от македонския край. Други варианти за етимология са, че българското име произлиза от турското му Паша кьой или от думата баща.
Селската църква „Свети Никола“ е от 1840 г.
През първата половина на XIX век в Башино село съществува българско училище. В 1845 година башиноселци изготвят печат на своето училище, на който е отбелязано: „Печ(атъ) Башовското Българско Училище“ В 1859 година Йордан Хаджиконстантинов-Джинот пише, че Башино село има 200 къщи, църква „Свети Никола“ и „добро училище с един прост учител“.
На 10 май 1848 година башиноселци пишат молба за финансова помощ за училището си до Александър Екзарх, в която казват:
| „ | ...Селото имаме 150 къщи све болгаре и училище имаме добро, ради учител от истото село само на боларский язик, а деца се збираят до 80... | “ |

След което на 8 юни 1850 година с писмо подписано от поп Димитър Стефанов, поп Мице Радула, учителя Давид Теодоров, Мануш Коджабашев, Хаджи Трайко, Никола Радула и други му благодарят за получените 800 гроша помощ за девическото училище:
| „ | ...Благонадеяни сме занапред да получаваме вашата богата помощ, с която улесняющеся да следуваме по горящему богодухновенному желанию вашему с преосвещение простейшаго рода нашего и ту в Западной Булгарии... | “ |

В 1875 година д-р Пантелей Минчев подарява едно годишно течение от вестник „Ден“ на местното читалище, което е посочено като намиращо се в будно българско село с добре развито учебно дело.
В „Етнография на вилаетите Адрианопол, Монастир и Салоника“, издадена в Константинопол в 1878 година и отразяваща статистиката на населението от 1873 Бащино село е посочено като село със 70 домакинства с 338 жители българи. На 9 февруари 1879 година турски бежанци нападат велешката църква „Свети Спас“, а по-късно и църквата в Башино село (Пашакьой). Според статистиката на Васил Кънчов („Македония. Етнография и статистика“) от 1900 година Башино е населявано от 960 жители, като всички са българи.
В края на XIX и началото на XX век селото е разделено в конфесионално отношение, като по-голямата част от жителите му са под върховенството на Българската екзархия, а останалите са привърженици на сръбската пропаганда. През 1891 година 34 къщи от селото (от общо 184) се обявяват за сръбски. По-късно за нуждите на сърбоманската група в селото се открива и сръбско училище, което функционира паралелно с българското. Според митрополит Поликарп Дебърски и Велешки в 1904 година в Башино село има 63 сръбски къщи. По данни на секретаря на екзархията Димитър Мишев („La Macédoine et sa Population Chrétienne“) в 1905 година в селото има 1200 българи екзархисти и 272 българи патриаршисти и функционира българско училище.
През учебната 1912/1913 година учители в селото са Пано Джимрев и Филомела Дебърлиева.
При избухването на Балканската война в 1912 година петима души от Башино са доброволци в Македоно-одринското опълчение.

### В Сърбия, Югославия и Северна Македония
След Междусъюзническата война в 1913 година селото остава в Сърбия.
По време на българското управление на Вардарска Македония през Първата световна война Башино-село е център на община във Велешка околия на Скопски окръг и има 1050 жители.
На етническата си карта от 1927 година Леонард Шулце Йена показва Паша кьой (Pašaköj) като сръбско село.
Според германска карта, издадена в 1941 година, въз основата на преброяването на населението на Югославия от 1931 г. посочва селото като населено с 500 жители македонци.
В миналото голяма част от жителите се преселват в Куманово, тъй като градът привличал хората от района, след сливането на вардарската с моравската железница от 1888 година.
Според преброяването от 2002 година селото има 814 жители, а според последното преброяване от 2021 година – 750 жители.
| Националност | Всичко |
| македонци    | 750    |
| албанци      | 0      |
| турци        | 0      |
| роми         | 0      |
| власи        | 0      |
| сърби        | 3      |
| бошняци      | 0      |
| няма данни   | 15     |
| други        | 1      |

## Личности
Родени в Башино село
- Андрей Петкович (1837 – 1897), български учител и руски дипломат
- Атанас Вишин (1890 – 1984), български общественик, един от основателите на Македонска политическа организация в Австралия[23]
- Георги Андреев Гарев (1877 – след 1943), български революционер
- Димитър Петкович, български възрожденец
- Душко Лукарски (1913 – ?), политик от Федерална Югославия
- Игнат Т. Чимрев, български учител в родното си село след 1840, спомоществовател за „Православное учение.. Платона“, превел Ил Стоянов (1844) и за „Житие св. Григория Омиритскаго“, превел Ав. Попстоянов (1852)[24]
- Кица Колбе (р. 1951), северномакедонска писателка
- Константин Петкович (1824 – 1898), български славист, публицист и поет; руски дипломат и преводач
- Лазар Вишин, български революционер
- Лазар Петрович (1850 – 1903), сръбски генерал
- Михайло Маневски (р. 1937), политик от Северна Македония
- Оливер Китановски (1980 – 2001), военен от Република Македония, загинал в Битката за Арачиново
- Темелко Байрактаров (1882 – 1918), сърбомански четнически войвода, загинал на Солунския фронт

Починали в Башино село
- Наце Янкович (? – 23 декември 1904), сърбомански четнически войвода, екзекутиран от велешката чета на Стефан Димитров[25]

Свързани с Башино село
- Пандо Белев, родом от Велес, учител в селото през 1873 – 1874 година[26]